# État islamique en Somalie
La Province de Somalie de l'État islamique (Somal Wilayah), ou État islamique en Somalie, est une organisation terroriste d'idéologie salafiste djihadiste. Branche somalienne de l'État islamique, le groupe a été fondé officiellement en octobre 2015 par un ancien cadre religieux des Shebabs, Abdul Qadir Mumin. L'organisation est principalement implantée dans la région du Puntland, et dispose de cellule dans la capitale Mogadiscio.

## Histoire

### 2015-2018
L'histoire du groupe djihadiste commence en 2014 lors de l'expansion territoriale de l'État islamique en Syrie et en Irak. Dans sa propagande, le groupe tente de courtiser le groupe djihadiste somalien Harakat al-Chabab al-Moudjahidin. Le chef du groupe de l'époque Ahmed Godane refuse de prendre position sur le conflit naissant entre Al-Qaïda et l'État islamique. Cependant, après la mort d'Ahmed Godane, le 1er septembre 2015, de nombreux membres des shebabs prêtent allégeance au chef de l'État islamique Abou Bakr al-Baghdadi.
Le 22 octobre 2015, le Cheikh Abdulqadir Mumin, chef idéologique des shebabs dans le Puntland annonce son ralliement à Abou Bakr al-Baghdadi. Le groupe s'installent dans les monts Golis, dans le Puntland. Le groupe est au départ de taille modeste (200 hommes).
Dès novembre 2015, Harakat al-Chabab al-Moudjahidin chasse Abdel Qadir Mumin et ses partisans des monts Golis. Mumin est membre de la tribu des Ali Salebaan, qui domine la région du Bari dans l'est du Puntland. Il y installe sa première base territoriale, plus précisément dans le district d'Ikushuban. Les Ali Salebaan seraient a 70% fidèles a Mumin, beaucoup par allégeance tribale.
Face à l'expansion de l'État islamique en Somalie, les shebabs purgent leurs rangs des sympathisants de l'EI. De nombreux djihadistes sont tués, notamment plusieurs étrangers, d'autres partent au Yémen.
En mars 2016, les shebabs poursuivent une cellule de l'État islamique dans la province de Mudug, près de la frontière avec le Puntland, mais ils tombent dans une embuscade de l'armée et sont annihilés, ce qui permet aux membres de l'EI de s'échapper en toute sécurité. Cet évènement affaiblit les shababs dans la zone.
Le 26 octobre 2016, le groupe attaque et s'empare du port stratégique de Qandala. Celui-ci est cependant repris six semaines plus tard par les forces armées du Puntland après plusieurs jours de combat.
En mars 2017, cinq policiers meurent lorsqu'un djihadiste de l'État islamique enclenche son gilet explosif dans la ville de Bosaso. C'est le premier attentat suicide commis par l'EI en Somalie.
Vers l'été 2017, un expert de la région, Matthew Bryden estime que le groupe djihadiste compte au moins 300 militants actifs dans le Puntland. Les Etats-Unis estime la taille du groupe à 200 hommes actif.
Le 4 novembre 2017, Donald Trump ordonne une frappe aérienne contre l'état islamique en Somalie, la cible de la frappe était Abd Qadir Mumin, plusieurs djihadistes aurait été tués selon le Pentagone, quant à Mumin, il aurait esquivé la frappe aérienne de justesse. C'est la première fois que les US frappent l'EI en Somalie. Plusieurs observateurs ont noté que ces frappes aériennes indiquaient que l'armée américaine en était venue à considérer l'EI en Somalie comme une menace considérable pour la stabilité de la région.
Fin 2017, l'idéologue principal des shebabs, le Kényan Ahmed Iman Ali, délivre une fatwa assimilant tous ceux qui rejettent son organisation pour l'EI comme des murtadeen (apostats). Le porte parole des shebabs Ali Mahmoud Rage annonce sur la radio Al-Andalous que quiconque soutiendrait l'EI brûlera en enfer.
Le 25 décembre, l’État islamique publie une vidéo en Somalie, dans la vidéo l'EI reconnaît le groupe de Mumin comme une wilayat et appelle le groupe à des attentats contre les chrétiens dans la région.

### En 2018
En 2018, l'augmentation des attaques de la branche somalienne de l’État islamique a été nette (66, soit plus que les années 2016-2017 cumulées). Le gros des attaques reste dans le Puntland et dans le sud de la Somalie.
La Wilayat al Somal poursuit son expansion et s'implante de plus en plus dans la capitale somalienne, notamment dans le marché d'Al-Barakah et Elasha Biyaha à l'extérieur de la ville. De nombreuses cellules de l'Amniyat des shababs rejoignent l'EI. Le groupe augmente son rythme d'opération à Beledweyne, fief des shebabs somaliens. L'EI s'implante de plus en plus à Afgoye.
Dans le Puntland, de nombreuses régions tombent sous leur contrôle. Le groupe imposerait des taxes aux habitants ainsi qu'aux entreprises. Il y récolterait plus de 72 000 dollars chaque mois. Abd Qadir approfondit également ses liens avec les pirates somaliens, qui lui permet d'avoir un meilleur accès à la contrebande et au marché noir.
Cette montée en puissance ne plaît guère aux shebabs. En octobre 2018, ils tuent le chef adjoint de l'EI à Mogadiscio, Mahad Maalin. Les shebabs exécutent un djihadiste égyptien dans le sud de la Somalie, soupçonné d'avoir changé d'allégeance. Six djihadiste kenyans sont exécutés, soupçonnés d'être favorable à l'État islamique.
Le 15 octobre, dans son journal hebdomadaire, l'État islamique relate de nombreux cas où ses membres ont été tués ou emprisonnés par les shebabs.
Il est écrit dans l'article : « Lorsque nous enregistrons ces crimes, nous ne le faisons pas pour nous plaindre ou par faiblesse, mais pour enseigner aux gens », déclare l'article, « en particulier à notre peuple en Somalie, ce que la branche d'Al-Qaïda en Somalie a fait, parce que la réponse de l'État islamique vient. ».
En décembre 2018, l’État islamique tue quatorze shebabs dans une embuscade. L'organe de presse de l'État islamique revendique l'incident et publie une vidéo. C'est alors la première fois que l'EI revendique une opération contre les shebabs.
En réponse, le porte parole des shebabs somalien accuse l'État islamique de faire « couler le sang des musulmans », de pratiquer le « pillage de l'argent des musulmans ». Le groupe accuse l'ISS « l'établissement de relations suspectes avec régimes infidèles » en faisant référence au gouvernement somalien. En réponse : « La direction du Harakat al Mujahideen ordonne à tous les Mujahideen de tous les États islamiques [se référant à toutes les régions de la Somalie] de s'opposer fermement à la prévalence de la maladie dans le Jihad ».
Les dirigeants des shebabs ont également déclaré qu'ils avaient essayé d'être patients avec l'ISS et ses membres, mais l'affrontement de décembre avait changé leurs calculs. Le porte parole du mouvement Mahmoud Rage demande « à tous les soldats loyaux et honnêtes [d'al-Shabaab] à soigner cette maladie [l'ISS] avec des médicaments efficaces » et de « l'affronter avec force et sagesse ».

### 2023 à aujourd’hui
Toujours résilient dans la région, l’Etat islamique revendique dans son journal hebdomadaire avoir menée une offensive toute au long de 2023 contre son rival régional.
La majorité des affrontements ont eu lieu dans la région des Monts Golis, divisée en plusieurs parties, les montagnes d’al-madu sous contrôle de Ḥarakat al-Shabāb al-Mujāhidīn et les montagnes al-Miskaad (en), qui servent de base aux militants de l'État islamique avant de perdre le contrôle de la zone en 2019.
Selon L’État islamique, le groupe a lancée une offensive pour reprendre ce sanctuaire, encerclant et coupant les voies d’approvisionnements tout au long du mois de janvier. Le groupe revendique plusieurs escarmouches meurtrière, avant de commencer à pénétrer plus profondément dans les montagnes de Miskaad en prenant contrôle de Daari Madu.
Les affrontements ont perduré tout le long du mois du ramadan 2023, au vingtième jour du ramadan, les zones de Wadi Arar et de Shibab tombent sous le contrôles de l’EI, mais les zones environnantes sont toujours sujets à de violents affrontements jusqu’en octobre 2023. 
Selon une source somalienne, The Somali Digest, le groupe a clairement réussi à prendre l’ascendant dans la région. Des sources sécuritaire régional estiment que l'IS-S a significativement recruter, notamment de nombreux éthiopiens, et que le groupe dispose désormais d’une base territoriale solide dans la région du Puntland.
Début 2025, des combats on lieu régulièrement au Puntland et d'autres régions somaliennes. Le Commandement des États-Unis pour l'Afrique annonce le bombardement de grottes à 80 km au sud-est Bosaso le 1er février tuant 14 membres de l'Ei; le  12 février, plus de trente de ses combattants sont tués lors de frappes aériennes sur des positions dans la région de Sheebaab, au Puntland.